# Canasmoro
Canasmoro ist eine Ortschaft im Departamento Tarija im südamerikanischen Andenstaat Bolivien.

## Lage im Nahraum
Canasmoro ist der zentrale Ort des Kantons Canasmoro im Municipio San Lorenzo in der Provinz Eustaquio Méndez. Das Straßendorf Canasmoro liegt am Nordrand der Cordillera de Sama auf einer Höhe von 2081 m am rechten, westlichen Ufer des Río Nuevo Guadalquivir, 20 Kilometer flussaufwärts nördlich von Tarija, der Hauptstadt des Departamentos.
Die Ortschaft besteht aus den beiden Ortsteilen Canasmoro (441 Einwohner) und San Lorenzo (715 Einwohner).

## Geschichte
Canasmoro wurde 1843 als Kanton gegründet. Es gibt zwei Hypothesen über den Ursprung des Namens der Ortschaft. Eine bezieht sich auf die Existenz von Schilf- und Zuckerrohrpflanzen, die an den Ufern des Flusses wuchern, und Maulbeerbäumen, die einst reichlich vorhanden waren und inzwischen fast verschwunden sind.
Aus der Verbindung der beiden Wörter „cañas“ (Zuckerrohr) und „morus“ (Maulbeerbaum) soll der Begriff Canasmoro, entstanden sein.
Eine andere Hypothese besagt, dass die ersten Siedler arabischer Abstammung waren, weshalb Canasmoro mit dem Begriff "moro" in Verbindung gebracht wird, "Mauren mit grauen Haaren".
Im Jahr 1905 wurde in Canasmoro die erste ländliche Einheits- und Wanderschule gegründet, heute werden in Canasmoro Lehrer für ländlichen Gemeinden des Departamentos ausgebildet.

## Geographie
Canasmoro liegt am südöstlichen Rand der Hochebene des bolivianischen Altiplano auf dem Übergang zum Tiefland. Das Klima ist wegen der Binnenlage über mehr als die Hälfte des Jahres trocken, jedoch weitaus weniger rau als die Hochfläche und weist ein typisches Tageszeitenklima auf, bei dem die Temperaturschwankungen zwischen Tag und  Nacht in der Regel deutlich größer sind als die jahreszeitlichen  Schwankungen (siehe Klimadiagramm Tarija).
Die Jahresdurchschnittstemperatur der Region liegt bei 19 °C und schwankt nur unwesentlich zwischen 15 °C im Juni/Juli und 22 °C von Dezember bis  Februar (siehe Klimadiagramm Tarija). Der Jahresniederschlag beträgt etwa 550 mm, mit einer stark  ausgeprägten Trockenzeit von April bis Oktober mit Monatsniederschlägen unter 30 mm, und einer Feuchtezeit von Dezember bis Februar mit über 100 mm Monatsniederschlag.

## Bevölkerung
Die Einwohnerzahl der Ortschaft ist in den vergangenen beiden Jahrzehnten deutlich angestiegen:
| Jahr | Einwohner | Quelle       |
| ---- | --------- | ------------ |
| 1992 | 636       | Volkszählung |
| 2001 | 730       | Volkszählung |
| 2012 | 1156      | Volkszählung |
| 2024 |           | Volkszählung |

## Verkehrsnetz
Canasmoro liegt in einer Entfernung von 24 Straßenkilometern nördlich von Tarija, der Hauptstadt des gleichnamigen Departamentos.
Durch Tarija führt die asphaltierte Nationalstraße Ruta 1, die von Bermejo im Süden an der argentinischen Grenze das gesamte bolivianische Hochland in Süd-Nord-Richtung bis zur peruanischen Grenze bei Desaguadero durchquert und dabei außer Tarija auch die Großstädte Potosí, Oruro und El Alto passiert. Zwölf Kilometer nördlich von Tarija zweigt bei Rancho Norte eine asphaltierte Landstraße nach Norden ab und führt über San Lorenzo und Lajas Merced auf zwölf Kilometern nach Canasmoro.